# Commaladera sparsa
Commaladera sparsa är en skalbaggsart som beskrevs av Moser 1915. Commaladera sparsa ingår i släktet Commaladera och familjen Melolonthidae. Inga underarter finns listade i Catalogue of Life.